# Marvin Westerduin
Marvin Westerduin (Zoetermeer, 6 september 1989) is een Nederlands voetballer die als verdediger voor FC Dordrecht speelde.

## Carrière
Marvin Westerduin speelde in de jeugd van RKC Waalwijk en FC Dordrecht. Hij maakte zijn debuut voor FC Dordrecht op 28 augustus 2009, in de met 1-1 gespeelde uitwedstrijd in de Eerste divisie tegen Helmond Sport. Hij kwam in de 83e minuut in het veld voor Marcel van der Sloot. Na het seizoen 2009/10 vertrok hij naar VV Baronie, waarna hij voor verschillende amateurclubs speelde.

### Statistieken
| Seizoen                     | Club           | Land           | Competitie     | Competitie | Competitie | Beker | Beker | Totaal | Totaal |
| Seizoen                     | Club           | Land           | Competitie     | Wed.       | Dlp.       | Wed.  | Dlp.  | Wed.   | Dlp.   |
| --------------------------- | -------------- | -------------- | -------------- | ---------- | ---------- | ----- | ----- | ------ | ------ |
| 2009/10                     | FC Dordrecht   | Nederland      | Eerste divisie | 12         | 0          | 1     | 0     | 13     | 0      |
| 2010/11                     | VV Baronie     | Nederland      | Topklasse Zo.  | 21         | 1          | 1     | 0     | 22     | 1      |
| 2015/16                     | SteDoCo        | Nederland      | Topklasse Za.  | 23         | 0          | 0     | 0     | 23     | 0      |
| Carrièretotaal              | Carrièretotaal | Carrièretotaal | Carrièretotaal | 56         | 1          | 2     | 0     | 58     | 1      |
| Bijgewerkt op 30 april 2017 |                |                |                |            |            |       |       |        |        |